# John B. Jones
John B. Jones (22 décembre 1834 - 19 juillet 1881) est un officier de l'armée des confédérés et un capitaine des Texas Rangers. Né à Fairfield en Caroline du Sud, sa famille déménage en République du Texas en 1838.
Au début de la guerre de Sécession, John s'est enrôlé et a servi dans le huitième régiment de cavalerie au Texas (en). Il a ensuite été promu au rang de major.
Après la guerre, il s'installe brièvement au Mexique dans le but de fonder une colonie d'exil pour les partisans conférés puis retourne au Texas après que sa tentative ait échoué. En 1874, il accepte l'offre de commandement d'une branche nouvellement formée des Texas Rangers, nommée « Frontier Battalion ». Elle a pour mission d'arrêter les nombreux raids des indiens et de faire respecter la loi.
Dans les années suivantes, Jones s'engage dans la bataille avec les Comanches, les Kiowas et les Apaches à plusieurs reprises, et le « Frontier Battalion », sous son commandement, a contribué à mettre fin aux incursions et aux raids indiens sur les fermes des colons. Lui et son bataillon ont joué un rôle majeur dans la poursuite et la capture de nombreux criminels et hors la loi, tel que Sam Bass, en 1878.
Jones était un membre actif de la franc-maçonnerie, et en 1879 il atteint le poste de Grand Maître de la Grande Loge d'Austin. Il est mort à Austin le 19 juillet 1881, tout en restant au commandement du « Frontier Battalion », qui a continué à être opérationnel jusqu'en 1901.